# ワシの良春
ワシの 良春（わしの よしはる、本名：小川良春、1942年2月3日 - 2007年9月25日）は、日本のキャラクターデザイナー、商業デザイナー。東京市本所区石原町出身。玩具工場丸武の次男として生まれる。1962年に「ワシのデザインプロダクション」を設立。当初はグラフィックデザインを手がけていた。1970年代以降は『モンチッチ』（セキグチ）をはじめ、TBSのクイズ番組『日立 世界・ふしぎ発見!』のひとし君人形などキャラクターデザイナーとして玩具業界で活躍。ぬいぐるみの型紙が起こせる業界デザイナーの草分け。妻は小川薫、息子２人。甥はデザイン会社経営の鷲野信一。木工作家の鷲野愛未は大姪。2006年6月に大腸癌を宣告され、翌年死去。

## 主な作品

### キャラクター
- くたくたモンキー（モンチッチの前身）
- モンチッチ
- ベビチッチ
- ムッシュ・ネ・ルージュ
- ニャーミー
- 宇宙人ピノピノ（後にアニメ『魔法の天使クリィミーマミ』に妖精の設定で登場[3]）
- ひとし君人形（草野仁がモデル）
- 宮崎をどげんかせんないかん様（当時宮崎県知事だった東国原英夫がモデル。生涯最後の作品）

### その他
- 山本一仁（文京区議会議員）選挙ポスター[4]